# Gmina Babiak
Die Gmina Babiak ist eine Landgemeinde im Powiat Kolski der Woiwodschaft Großpolen in Polen. Ihr Sitz ist das gleichnamige Dorf (deutsch Waldau, 1943–1945 Babenwald) mit etwa 1500 Einwohnern.

## Gliederung
Zur Landgemeinde (gmina wiejska) Babiak gehören folgende Dörfer (deutsche Namen, amtlich 1943 bis 1945) mit einem Schulzenamt (solectwo):
Babiak (Waldau, 1943–1945 Babenwald)
Bogusławice (1943–1945 Sahlfelden)
Bogusławice-Nowiny
Brdów (1943–1945 Seestetten)
Brzezie
Dębno Królewskie (1943–1945 Königseichen)
Dębno Poproboszczowskie (1943–1945 Bischofseichen)
Góraj (1943–1945 Neu Bergen)
Janowice (1943–1945 Johannisdorf)
Kawęczyn
Korzecznik-Podlesie (1943–1945 Unterwalden)
Korzecznik-Szatanowo (1943–1945 Grünbach)
Lichenek (1943–1945 Klagenhof)
Lipie Góry (1939–1943 Lindenberg, 1943–1945 Liebguhren)
Lubotyń (1943–1945 Lubau)
Maliniec (1943–1945 Mariendorf)
Mchowo (1943–1945 Moosheim)
Mostki-Kolonia (1943–1945 Neubrückendorf)
Nowiny Brdowskie (1943–1945 Neu-Hagen)
Osówie (1943–1945 Ossau)
Ozorzyn (1943–1945 Osede)
Podkiejsze (1943–1945 Niedereck)
Polonisz (1943–1945 Polln)
Psary (1943–1945 Sarin)
Radoszewice (1943–1945 Freudenort)
Stare Morzyce (1943–1945 Morau)
Stypin (1943–1945 Reichenbach)
Wiecinin (1943–1945 Welkingen)
Zakrzewo (1943–1945 Schöngau)
Zwierzchociny
Żurawieniec (1943–1945 Kranichen)
Folgende Ortschaften gehören zu der Gemeinde ohne Schulzenamt.
Bugaj (1943–1945 Bugitten)
Gryglaki
Józefowo (1943–1945 Josefsberg)
Kiejsze (1943–1945 Kölsch)
Kiejsze-Leśniczówka (1943–1945 Neuhügel)
Krukowo (1943–1945 Rabenau)
Łucynowo
Łaziska (1943–1945 Kriechdorf)
Olszak
Psary-Leśniczówka
Stefanowo (1943–1945 Stefansdorf)
Suchy Las (1943–1945 Birkenhain)
Wawrzyny
Zakrzewo-Leśniczówka

## Verkehr
Der Bahnhof Babiak, noch von einem Fernverkehrszugpaar bedient, liegt an der Bahnstrecke Chorzów–Tczew. Früher verlief ferner die Schmalspurbahn Włocławek–Przystronie durch die Gemeinde.